# Bądzsława
Bądzsława – imię żeńskie pochodzenia słowiańskiego, nienotowane w zachowanych źródłach staropolskich. Żeńska forma imienia Bądzsław.